# DAF LF

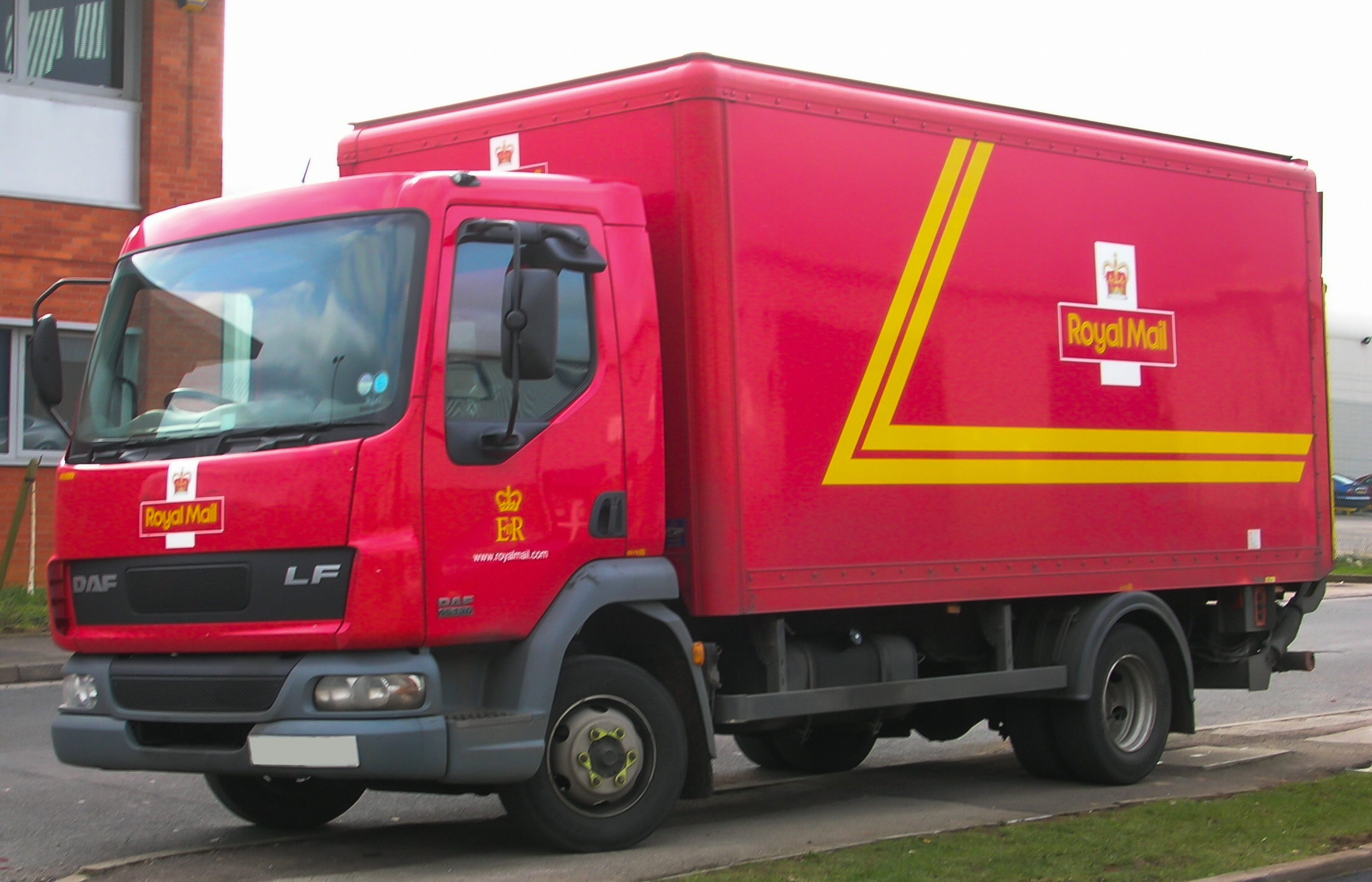
DAF LF55 van de Royal Mail.

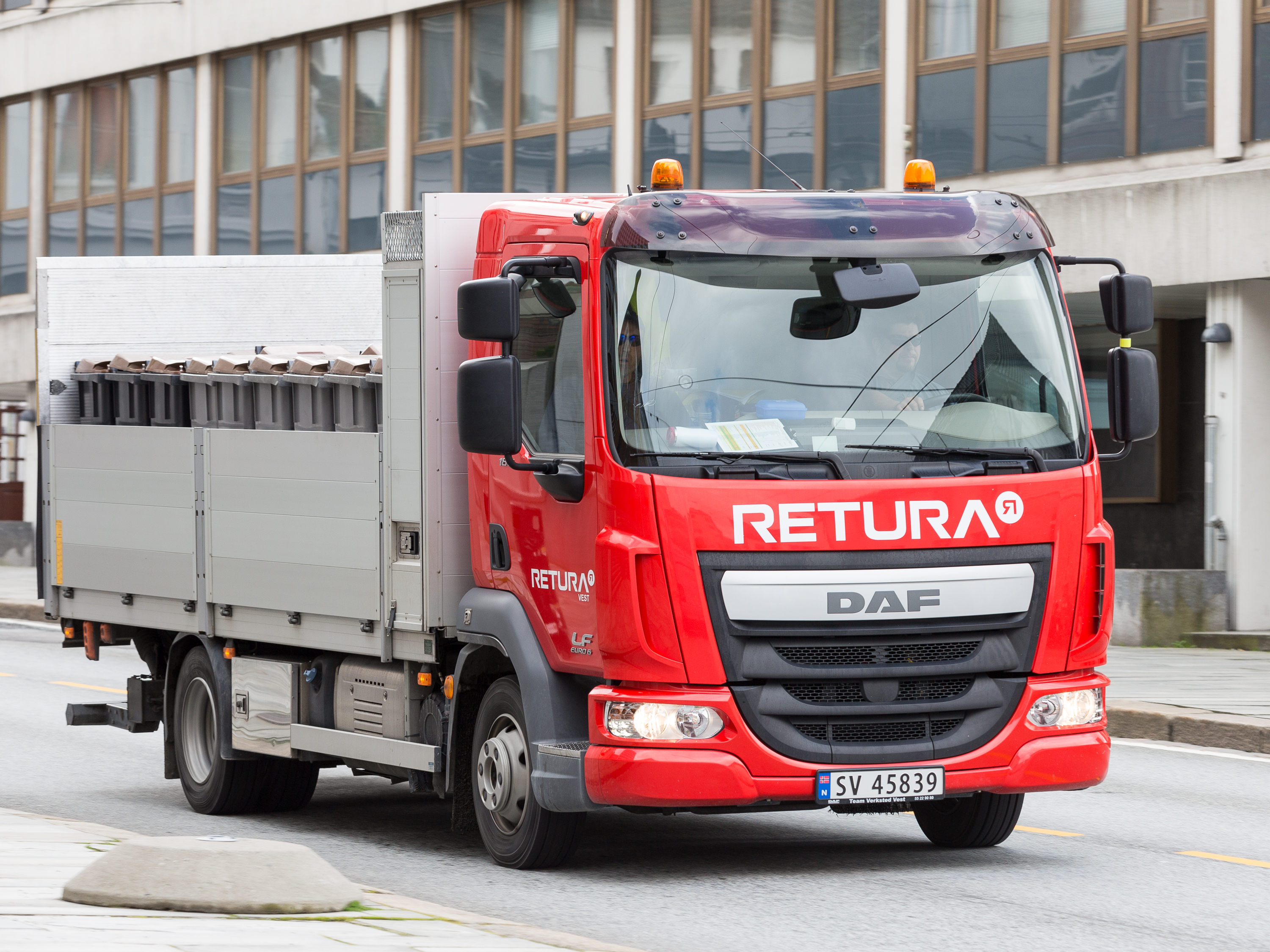
DAF LF Euro 6 (N-Bergen, 2015)

De DAF LF is een type vrachtauto van de Nederlandse vrachtwagenfabrikant DAF.

## Geschiedenis
De LF werd in 2001 gepresenteerd als de opvolger van de 45/55-serie. Het werd meteen vrachtauto van het jaar. LF zou staan voor Light Forte. Het past in de familie trucks die DAF wilde genereren, onder de DAF XF en de CF. In 2023 werd het model opgevolgd door de DAF XB.

## Toepassingen
De LF is een lichte truck, bedoeld voor distributiewerk in de stad, en het gebruik door nutsbedrijven. Voor de truck zijn vier- en zescilindermotoren beschikbaar. De cabine wordt geproduceerd door Renault Trucks in Frankrijk en het chasiss door Leyland in Groot-Brittannië. Hij is verkrijgbaar met automatische versnellingsbak, die opvalt door zijn tussengas bij het terugschakelen.

## LF Hybrid
Begin 2011 bracht DAF Trucks een primeur uit met hun hybride vrachtwagen LF Hybrid. Deze 12 tons vrachtwagen voor distributieverkeer is naast een dieselmotor van 118 kW voorzien van een elektromotor van 44 kW. Deze drijft de vrachtwagen aan in de groene zones van grote steden. Na twee jaar proefrijden met diverse prototypes was de tijd rijp voor een marktintroductie. Praktijktests wijzen op een brandstofbesparing van 10 tot 20 procent.

## Andere merken
De cabine en chassis van de LF worden ook gebruikt door andere constructeurs, namelijk Kenworth, Peterbilt, Renault en Volvo. Ook het Nederlandse Hytrucks bouwt op basis van de LF vrachtwagens met waterstofaandrijving.